# Свендсен, Сандер
Сандер Свендсен (норв. Tobias Hammer Svendsen; 6 августа 1997 года, Молде, Норвегия) — норвежский футболист, нападающий клуба «Викинг».

## Карьера
Свендсен является уроженцем города Молде и воспитанником одноимённой команды. В 2013 году окончил академию клуба, начиная с того же года — игрок основной команды. 9 мая 2013 года дебютировал в чемпионате Норвегии в поединке против «Олесунна», выйдя на поле на 87-й минуте Маттиаса Мострёма. Начиная с 2015 года — основной игрок команды. В 2014 году The Guardian внесло футболиста в список 40 лучших, представляющих 1997 год рождения.
Выступал за юношеские и молодёжные сборные Норвегии.
Младший брат футболиста — Тобиас Хаммер Свендсен — также игрок «Молде».

## Достижения
«Молде»
- Чемпион Норвегии (1): 2014